# Monnina elongata
Monnina elongata là một loài thực vật có hoa trong họ Polygalaceae. Loài này được Planch. & Linden ex Triana & Planch. mô tả khoa học đầu tiên năm 1862.